# Krsta Smiljanić
Krsta Smiljanić, srbski general, * 10. januar 1869, † 15. april 1944.

## Življenjepis
Smiljanić je najbolj poznan kot poveljnik Dravske divizijske oblasti, ki je uspešno izvedel operacijo na Koroškem leta 1919.